# Tom Veelers
Tom Veelers (Ootmarsum, 14 settembre 1984) è un dirigente sportivo ed ex ciclista su strada olandese. Velocista, professionista dal 2008 al 2016, ha spesso assunto il ruolo di ultimo uomo nelle volate in favore di compagni come Marcel Kittel e John Degenkolb. Si è ritirato dall'attività al termine del 2016 a causa di un persistente problema al ginocchio, entrando quindi nello staff tecnico del Team Sunweb. Dal 2021 è direttore sportivo del team Continental VolkerWessels.

## Palmarès
- 2002 (Juniores)

Campionati olandesi, Gara in linea Juniores
- 2003 (Cycling Team Löwik Meubelen-Tegeltoko, due vittorie)

Ronde van Zuid-Holland
Parel van de Veluwe
- 2004 (Team Löwik Meubelen-Tegeltoko, una vittoria)

Classifica generale Tour de Berlin
- 2005 (Rabobank Continental, una vittoria)

5ª tappa Tour du Loir-et-Cher (Blois > Blois)
- 2006 (Rabobank Continental, cinque vittorie)

5ª tappa Olympia's Tour (Hardenberg > Gendringen)
6ª tappa Olympia's Tour (Gendringen > Gerwen)
8ª tappa Olympia's Tour (Buchten > Buchten)
Classifica generale Olympia's Tour
Parigi-Roubaix Under-23
- 2007 (Rabobank Continental, due vittorie)

Classifica generale OZ Wielerweekend
Prologo Boucles de la Mayenne (Laval > Laval, cronometro)
- 2008 (Skil-Shimano, una vittoria)

6ª tappa Tour of Qinghai Lake (Xining > Xining)
- 2009 (Skil-Shimano, una vittoria)

9ª tappa Tour of Qinghai Lake (Xining > Xining)
- 2011 (Skil-Shimano, una vittoria)

3ª tappa Tour de Wallonie Picarde (Antoing > Ichtegem)
3ª tappa Tour of Hainan (Xinglong > Wenchang)

## Piazzamenti

### Grandi Giri
- Giro d'Italia

2014: 146º
- Tour de France

2012: ritirato (12ª tappa)
2013: ritirato (19ª tappa)
2014: 155º
- Vuelta a España

2011: 167º

### Classiche monumento
- Milano-Sanremo

2012: 138º
- Giro delle Fiandre

2010: 81º
2011: 112º
- Parigi-Roubaix

2008: 29º
2009: 56º
2010: 13º
2011: 27º
2013: 36º

### Competizioni mondiali
- Campionato del mondo su strada

Heusden-Zolder 2002 - In linea Juniors: 4º